# Borsod Volán
 (décembre 2023).
Si vous disposez d'ouvrages ou d'articles de référence ou si vous connaissez des sites web de qualité traitant du thème abordé ici, merci de compléter l'article en donnant les références utiles à sa vérifiabilité et en les liant à la section « Notes et références ».
Borsod Volán ([ˈboɾʃod ˈvolaːn]) est une compagnie de bus d'État desservant Miskolc et le comitat de Borsod-Abaúj-Zemplén. En janvier 2015, elle fusionne dans le ÉMKK. 